# Orgelsinfonie
Als Orgelsinfonie bezeichnet man eine großangelegte, meist mehrsätzige Komposition für die Orgel, welche deutlich Elemente einer Sinfonie für Orchester in sich trägt (z. B. oft Sätze in Sonatenhauptsatzform, was sie dann allerdings mit der Orgelsonate gemein hat), als auch vor allem hinsichtlich ihrer Registrierungen die Orgel in orchestralen Klangfarben ausschöpft.
Diese Gattung entstand in der zweiten Hälfte des 19. Jahrhunderts in Frankreich, ausgehend von der Grande Pièce Symphonique, op. 17 (1863) von César Franck. Bedeutende Beiträge dieser Gattung sind die zehn Sinfonien von Charles-Marie Widor sowie die sechs Sinfonien von Louis Vierne. Ein Merkmal vieler Orgelsinfonien ist die Anzahl ihrer Sätze, die meist über die klassische Viersätzigkeit der Orchestersinfonien hinausgeht. So umfassen mehrere Sinfonien von Widor bis zu sieben Sätze. Nach seiner sechssätzigen Premiére Symphonie, op. 14 (1899) schrieb Vierne fünf weitere Sinfonien mit jeweils fünf Sätzen. Zudem verfolgte Vierne in seinen Sinfonien 2 bis 6 das Prinzip der zyklischen Entwicklung, auf der Basis von zwei kontrastierenden Themen, die das musikalische Kernmaterial der jeweils fünf Sätze sind. Die intensive Auseinandersetzung mit der Form der Sinfonie für Orgel, insbesondere in Frankreich, lässt sich unter anderem auf die Klangästhetik des französischen Orgelbaus im 19. Jahrhundert zurückführen, deren bedeutendster Vertreter der Orgelbauer Aristide Cavaillé-Coll war.
Als Wegbereiter der Gattung Orgelsinfonie können auch die acht Orgelsonaten von Alexandre Guilmant betrachtet werden, von denen der Komponist die erste und achte Sonate für Orgel und Orchester bearbeitete und als Orgelsinfonien veröffentlichte. Hinsichtlich ihrer Dimensionen und formalen Struktur sind sowohl Guilmants acht Sonaten (als suitenartige Zusammenstellung von Einzelstücken) als auch die 20 Orgelsonaten von Josef Gabriel Rheinberger mit den vier frühen Sinfonien von Widor vergleichbar.

## Beispiele für Orgelsinfonien
- Kalevi Aho (geb. 1949):
  - Symphonie „Alles Vergängliche“ (2007)
- Augustin Barié (1883–1915):
  - Symphonie, op. 5 (h-Moll, 1907)
- Edward Shippen Barnes (1887–1958):
  - Symphonie, op. 18 (1918)
  - Second Symphony, op. 37 (1923)
- Joseph-Ermend Bonnal (1880–1944):
  - Symphonie d’après Media Vita (1932)
- Émile Bourdon (1884–1974):
  - Symphonie, op. 10 (1925)
  - Allegro symphonique, (Six Pièces, op. 32, 1926)
- Alexandre Cellier (1883–1968):
  - Suite symphonique en sol majeur (1906)
  - Pièce symphonique (1911)
- Pierre Cochereau (1924–1984):
  - Symphonie (1950–1955)
- Carson Cooman (geb. 1982):
  - Symphony for Organ (2013)
  - Organ Symphony No. 2 (2017)
  - Organ Symphony No. 3 „Portals“ (2017)
- Clarence Dickinson (1873–1969):
  - Organ Symphony „Storm King“ (1920)
- Marcel Dupré (1886–1971):
  - Symphonie-Passion, op. 23 (1924)
  - Deuxième Symphonie, op. 26 (1929)
  - Évocation, poème symphonique, op. 37 (1941)
- Auguste Fauchard (1881–1957)
  - Symphonie mariale (1941)
  - Symphonie eucharistique (1944)
- André Fleury (1903–1995):
  - Allegro symphonique (1927)
  - Symphonie No. 1 (1938/1943)
  - Symphonie No. 2 (1946/1947)
- Jean-Louis Florentz (1947–2004):
  - La Croix du Sud, poème symphonique, op. 15 (1999)
  - L’Enfant noir, conte symphonique en 14 tableaux, op. 17 (2002)
- César Franck (1822–1890):
  - Grande Pièce Symphonique, op. 17 (1863)
- Marc Giacone (geb. 1954):
  - Symphonie cosmique (1981)
  - Poème symphonique (2001)
  - Fresque symphonique „Ombres et lumières“ (2004)
- Joseph Gilles (1903–1942):
  - Symphonie (1937)
- Hans Peter Graf (geb. 1954):[3]
  - 1. Orgelsinfonie
  - 2. Orgelsinfonie
  - 3. Orgelsinfonie
  - 4. Orgelsinfonie, op. 28
  - 5. Orgelsinfonie
  - 6. Orgelsinfonie
  - 7. Orgelsinfonie
  - 8. Orgelsinfonie
  - 9. Orgelsinfonie
  - 10. Orgelsinfonie
- Jean Guillou (1930–2019):
  - Sinfonietta, op. 4 (1958)
  - Symphonie initiatique, op. 18 (Drei Orgeln, 1969–1971)
  - Symphonie initiatique, op. 18 (Orgel zu vier Händen, 1990)
- Gérard Hilpipre (geb. 1959):
  - Symphonie (2006–2007)
  - Deuxième symphonie „sur le nom d’Albert Schweitzer“ (2013)
- Georges Jacob (1877–1950)
  - Symphonie en mi mineur (1906)
- Sigfrid Karg-Elert (1877–1933):
  - Sinfonie fis-Moll op. 143 (1930)
- Jean Langlais (1907–1991):
  - Première Symphonie (1941)
  - Deuxième Symphonie „alla Webern“ (1976)
  - Troisième Symphonie (1979)
- Rachel Laurin (1961–2023):
  - Symphonie No. 1, op. 36 (2003)
  - Symphonie No. 2, op. 55 (2009–2010)
- Paul de Maleingreau (1886–1956):
  - Symphonie de Noël, op. 19 (1919)
  - Symphonie de la Passion, op. 20 (1920)
  - Symphonie de l’Agneau Mystique, op. 24 (1922)
- Arthur Meulemans (1884–1966):
  - Symphonie No. 1 (1949)
  - Symphonie No. 2 (1949)
- Feliks Nowowiejski (1877–1946):
  - Symphonie Nr. 1, op. 45/1 (1931)
  - Symphonie Nr. 2, op. 45/2 (1931)
  - Symphonie Nr. 3 „Lourdes“, op. 45/3 (1931)
  - Symphonie Nr. 4, op. 45/4 (1931)
  - Symphonie Nr. 5, op. 45/5 (1931)
  - Symphonie Nr. 6, op. 45/6 (1931)
  - Symphonie Nr. 7 „Disputa“, op. 45/7 (1931)
  - Symphonie Nr. 8 „Mors mea – Funeralia mea“, op. 45/8 (1931)
  - Symphonie Nr. 9, gewidmet „den Schatten von Ludwig van Beethoven“, op. 45/9 (1931)
- Flor Peeters (1903–1986):
  - Sinfonia per organo op. 48 (1940)
  - Lied-Symphony op. 66 (1948)
- Bernfried Pröve (geb. 1963):
  - Orgelsymphonie Nr. 1
  - Orgelsymphonie Nr. 2
  - Orgelsymphonie Nr. 3
  - Orgelsymphonie Nr. 4
  - Orgelsymphonie Nr. 5: 1. Sternschnuppen, 2. Verschlungene Pfade, 3. Paradies, 4. Toccata/Finale.
- Charles Quef (1873–1931):
  - Pièce symphonique (Cinq Pièces, op. 11, 1898)
- Enjott Schneider (geb. 1950):
  - Orgelsinfonie Nr. 1 „Pater Noster“ (2006)
  - Orgelsinfonie Nr. 2 „Die Marianische“ (2006)
  - Orgelsinfonie Nr. 3 „Totentanz“ (2007)
  - Orgelsinfonie Nr. 4 „Sinfonia Coloniensis“ (2008)
  - Orgelsinfonie Nr. 5 „Angelus“ (2008)
  - Orgelsinfonie Nr. 6 „Te Deum“ (2008)
  - Orgelsinfonie Nr. 7 „Von Ewigkeit zu Ewigkeit“ (2008)
  - Orgelsinfonie Nr. 8 „In Memoriam: Variationen zu Bruckners VIII.“ (2009)
  - Orgelsinfonie Nr. 9 „Pathétique“ (2009)
  - Orgelsinfonie Nr. 10 „B-A-C-H“ (2009)
  - Orgelsinfonie Nr. 11 „Advent“ (2010)
  - Orgelsinfonie Nr. 12 „Veni Creator“ (2011)
  - Orgelsinfonie Nr. 13 „Luna“ (2011)
  - Orgelsinfonie Nr. 14 „Die Romanische“ (2015)
  - Orgelsinfonie Nr. 15 „Psychogramm“ (2016)
  - Orgelsinfonie Nr. 16 „Martin Luther“ (2016)
- Kaikhosru Shapurji Sorabji (1892–1988):
  - Symphonie No. 1 (1924)
  - Symphonie No. 2 (1929–1932)
  - Symphonie No. 3 (1949–1953)
- Leo Sowerby (1895–1968):
  - Symphony in G (1930)
- Fernand de La Tombelle (1854–1928):
  - Symphonie Pascale (ca. 1920)
- Charles Tournemire (1870–1939):
  - Pièce symphonique, op. 16 (1899)
  - Fantaisie symphonique, op. 64 (1934)
  - Symphonie-choral, op. 69 (1935)
  - Symphonie sacrée, op. 71 (1936)
  - Deux fresques symphoniques sacrées, opp. 75 und 76 (1939)
- Louis Vierne (1870–1937):
  - Première Symphonie, op. 14 (d-Moll, 1899)
  - Deuxième Symphonie, op. 20 (e-moll, 1902)
  - Troisième Symphonie, op. 28 (fis-Moll, 1911)
  - Quatrième Symphonie, op. 32 (g-Moll, 1914)
  - Cinquième Symphonie, op. 47 (a-Moll, 1924)
  - Sixième Symphonie, op. 59 (h-Moll, 1930)
- Charles-Marie Widor (1844–1937):
  - Symphonie I, op. 13, Nr. 1 (c-Moll, 1872/1887)
  - Symphonie II, op. 13, Nr. 2 (D-Dur, 1872/1901)
  - Symphonie III, op. 13, Nr. 3 (e-Moll, 1872/1901)
  - Symphonie IV, op. 13, Nr. 4 (f-Moll, 1872/1887)
  - Symphonie V, op. 42, Nr. 1 (f-Moll, 1879/1901)
  - Symphonie VI, op. 42, Nr. 2 (g-Moll, 1878)
  - Symphonie VII, op. 42, Nr. 3 (a-Moll, 1885)
  - Symphonie VIII, op. 42, Nr. 4 (H-Dur, 1885/1901)
  - Symphonie Gothique, op. 70 (c-Moll, 1895)
  - Symphonie Romane, op. 73 (D-Dur, 1899)
- Andreas Willscher (geb. 1955):
  - Symphonie Nr. 1 „Grabsteine“ (1999)
  - Symphonie Nr. 2 „Aus der Bibel“ (2001)
  - Symphonie Nr. 3 „Biblische Tänze“
  - Symphonie Nr. 4 „Die Marianische“
  - Symphonie Nr. 5 „Des Franziskus’ Predigten über die Heilige Armut“
  - Symphonie Nr. 6 „für Pedal alleine“
  - Symphonie Nr. 7 „Après une lecture“
  - Symphonie Nr. 8 „Promenades en Périgord“
  - Symphonie Nr. 9 „Les Arbres“
  - Symphonie Nr. 10 „In Blue“
  - Symphonie Nr. 11
  - Symphonie Nr. 12 „Paschale“
  - Symphonie Nr. 13 „für Pedal solo“ (2011)
  - Symphonie Nr. 19 „Hallelujahs“ (2017)
  - Symphonie Nr. 20 „Laetare“ (2017)
  - Symphonie Nr. 22 „Die Troppauer“ (2017)
  - Symphonie Nr. 26 „Die Böhmische“ (2017)
  - Symphonie Nr. 27 „Die Jiddische“ (2017)
  - Symphonie Nr. 35 „Der Ball ist rund“ (2022)

## Bibliographie
- Jörg Abbing: Jean Guillou: Colloques. Biografie und Texte. Butz, St. Augustin 2006. ISBN 3-928412-02-7.
- Richard Brasier (Hrsg.): César Franck: Intégrale de l’œuvre d’orgue –– Vol. I: Preface & Commentary. Lyrebird Music, Tynset, Norwegen 2022. ISBN 978-1-917401-00-5.
- Klauspeter Bungert: César Franck – Die Musik und das Denken. Das Gesamtwerk, neubetrachtet für Hörer, Wissenschaftler und ausübende Musiker. Mit einer allgemeinen Erörterung zum Ineinandergreifen von Form und klingendem Satz. Peter Lang, Frankfurt am Main 1996. ISBN 3-631-30354-8.
- Klauspeter Bungert: César Franck – Eine analytische und interpretative Annäherung an sein Werk. Canticus, Hamburg 2019. ISBN 978-3-948435-00-4.
- Joël-Marie Fauquet: César Franck. Fayard, Paris 1999. ISBN 2-213-60167-4
- Hans Uwe Hielscher: Alexandre Guilmant (1837-1911). Leben und Werk. Dohr, Köln 2002. ISBN 978-3-92-536667-3.
- John Richard Near: Widor: a life beyond the Toccata. University of Rochester Press, Rochester, NY 2011, ISBN 978-1-58046-369-0.
- Ben van Oosten: Charles-Marie Widor. Vater der Orgelsinfonie. Ewers, Paderborn 1997, ISBN 3-928243-04-7.
- Rollin Smith: Louis Vierne. Organist of Notre-Dame Cathedral. Pendragon, Hillsdale/NY 1999, ISBN 1-57647-004-0.
- Martin Weyer: Die Orgelwerke Josef Rheinbergers. Florian Noetzel, Wilhelmshaven 1994. ISBN 3-7959-0665-2.